# Kim Malthe-Bruun
Kim Malthe-Bruun, född 8 juli 1923 i Edmonton i Kanada, död 6 april 1945 i Ryvangen i Danmark, var en dansk sjöman och motståndsman.
Efter föräldernas skilsmässa 1932 flyttade han med sin mor till Danmark och gick på  internatskola i Holbæks kommun. Efter realexamen 1940 gick han på sjöfartskola i Svendborg och gick till sjöss  våren 1941. Han återvände för att ta studentexamen och återvände till sjöss år 1943.
Hösten 1944 anslöt han sig till Jørgen Winthers grupp inom motståndsrörelsen, som bland annat transporterade vapen över Öresund. Gruppen stal en tullkryssare i 
Vordingborg och Malthe-Bruun seglade den till Sverige. Han återvände senare till Danmark ombord på en fiskebåt.
Den 19 december 1944 arresterades 
Malthe-Bruun av Gestapo när han skulle träffa en annan motståndsman. Han sattes i fängelse och överfördes senare till Frøslevlägret. I mars  
1945 transporterades han åter till Köpenhamn, tillsammans med Jørgen Winther, som också hade gripits. Gestapo hade hittat nya bevis mot gruppen och de ställdes inför krigsrätt. Efter att ha dömts skyldiga arkebuserades de den 6 april 1945 i Ryvangen.
Efter krigsslutet 1945 publicerade hans mor delar av Malthe-Bruuns dagbok och brev i boken Kim som utkom på svenska år 1947. År 2022 utkom Conny Palmkvists bok Den som inte saknar dig som skildrar händelserna genom hans fästmös brev.